# 富山県道32号小矢部伏木港線
富山県道32号小矢部伏木港線（とやまけんどう32ごう おやべふしきこうせん）は、富山県小矢部市と高岡市を結ぶ県道（主要地方道）である。

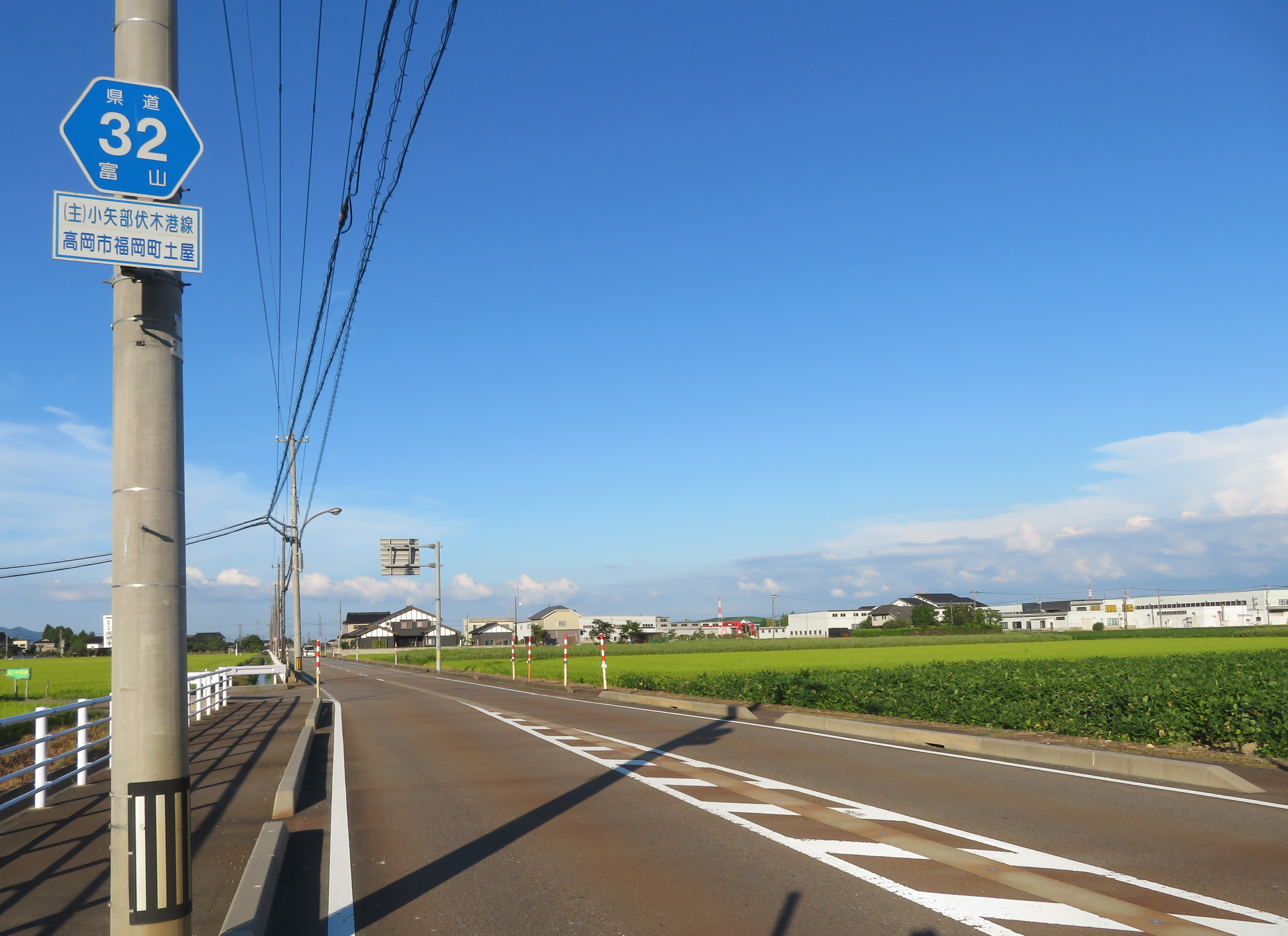
高岡市福岡町土屋付近

## 概要

### 路線データ
- 起点：富山県小矢部市後谷字208番の2[1]（国道471号（富山県道16号砺波小矢部線、富山県道42号小矢部福光線重複）交点）
- 終点：富山県高岡市伏木中央町324番[2]

## 歴史
- 1972年（昭和47年）3月31日：路線認定[1]。
- 1993年（平成5年）5月11日 - 建設省から、県道小矢部伏木港線が小矢部伏木港線として主要地方道に指定される[3]。
- 2021年（令和3年）3月19日 - これまで高岡市伏木湊町43番1にあった終点を、伏木中央町交差点からの経路変更により、伏木コミュニティセンター前の高岡市伏木中央町324番に変更する[4]。

## 路線状況

### 重複区間
- 国道8号（小矢部市桜町・メルヘンおやべ交差点 - 小矢部市西中野・西中野交差点）
- 富山県道267号福岡宮島峡公園線（高岡市上向田・新向田橋西詰 - 高岡市福岡町土屋）
- 富山県道75号押水福岡線（高岡市福岡町土屋地内）
- 富山県道29号高岡羽咋線（高岡市四日市・柴野交差点 - 高岡市国吉・手洗野（南）交差点）

- 富山県道24号伏木港線（高岡市城光寺・城光寺交差点 - 高岡市伏木中央町・終点）[4]

### 道の駅
- 道の駅メルヘンおやべ

## 地理

### 通過する自治体
- 小矢部市
- 高岡市

### 交差する道路
- 国道471号（富山県道16号砺波小矢部線、富山県道42号小矢部福光線重複）（小矢部市後谷、起点）
- 富山県道72号坪野小矢部線（小矢部市中央町・商工会前交差点）
- 富山県道74号小矢部津幡線・富山県道324号谷坪野芹川線（小矢部市桜町・桜町交差点）
- 国道8号（小矢部市桜町、メルヘンおやべ交差点）
- 国道8号（小矢部市西中野・西中野交差点）
- 富山県道267号福岡宮島峡公園線（高岡市福岡町上向田・新向田橋西詰）
- 富山県道75号押水福岡線（高岡市福岡町土屋）
- 富山県道75号押水福岡線（高岡市福岡町土屋・土屋交差点）
- 富山県道359号石堤大野線（高岡市福岡町三日市・三日市交差点）
- 富山県道369号小野上渡線（高岡市福岡町石堤・石堤交差点）
- 富山県道29号高岡羽咋線（高岡市四日市・柴野交差点）
- 富山県道64号高岡氷見線（高岡市国吉、岩坪（西）交差点）
- 能越自動車道 高岡北IC（高岡市五十里・高岡北IC入口交差点）
- 富山県道361号五十里氷見線（高岡市五十里・五十里（板屋）交差点）
- 国道160号（高岡市西海老坂・西海老坂交差点）
- 富山県道255号守山向野線（高岡市守山・守山交差点）
- 国道415号、富山県道24号伏木港線（高岡市城光寺・城光寺交差点）

### 沿線にある施設など
- あいの風とやま鉄道線 石動駅
- 桜町JOMONパーク（桜町遺跡）
- 小矢部川
- 三協化成 福岡工場
- 二上山
- 富山大学 芸術文化学部
- 富山県工業技術センター
- 小矢部川流域下水道二上浄化センター
- 城光寺運動公園
- 子撫川